# Вајтинг (Индијана)
Вајтинг (енгл. Whiting) град је у америчкој савезној држави Индијана.

## Демографија
По попису из 2010. године број становника је 4.997, што је 140 (-2,7%) становника мање него 2000. године.
| Група             | 2000.         | 2010.         |
| Белци             | 3.715 (72,3%) | 2.733 (54,7%) |
| Афроамериканци    | 29 (0,6%)     | 174 (3,5%)    |
| Азијати           | 47 (0,9%)     | 34 (0,7%)     |
| Хиспаноамериканци | 1.313 (25,6%) | 2.036 (40,7%) |
| Укупно            | 5.137         | 4.997         |